# Cori Gauff
Cori «Coco» Gauff (Atlanta, 13 de març de 2004) és una tennista estatunidenca.
Fou número 1 del rànquing de dobles femenins l'any 2022, esdevenint la segona tennista més jove en aconseguir aquesta fita darrera de Martina Hingis.
Fou campiona mundial en categoria júnior i va guanyar un títol individual del Grand Slam júnior i un altre en dobles. Es va fer famosa al juliol de 2019, amb només 15 anys, quan, després de qualificar-se per al torneig de Wimbledon, hi va eliminar la campiona estatunidenca Venus Williams al cap de dos sets.
Va guanyar els dos primers títols del seu palmarès, individual i de dobles, amb només 15 anys, esdevenint la novena més jove en categoria individual.

## Torneigs de Grand Slam

### Individual: 3 (2−1)
| Resultat   | Núm. | Any  | Torneig       | Oponent         | Marcador         |
| ---------- | ---- | ---- | ------------- | --------------- | ---------------- |
| Finalista  | 1.   | 2022 | Roland Garros | Iga Świątek     | 1−6, 3−6         |
| Guanyadora | 1.   | 2023 | US Open       | Arina Sabalenka | 2−6, 6−3, 6−2    |
| Guanyadora | 2.   | 2025 | Roland Garros | Arina Sabalenka | 6−7(5), 6−2, 6−4 |

### Dobles femenins: 3 (1−2)
| Resultat   | Núm. | Any  | Torneig       | Parella            | Oponents                            | Marcador      |
| ---------- | ---- | ---- | ------------- | ------------------ | ----------------------------------- | ------------- |
| Finalista  | 1.   | 2021 | US Open       | Caty McNally       | Samantha Stosur Zhang Shuai         | 3−6, 6−3, 3−6 |
| Finalista  | 2.   | 2022 | Roland Garros | Jessica Pegula     | Caroline Garcia Kristina Mladenovic | 6−2, 3−6, 2−6 |
| Guanyadora | 1.   | 2024 | Roland Garros | Kateřina Siniaková | Sara Errani Jasmine Paolini         | 7−6(5), 6−3   |

## Palmarès

### Individual: 13 (10−3)
| 2009 − 2020             | Després de 2021 |
| ----------------------- | --------------- |
| Grand Slam (2−1)        |                 |
| WTA Finals (1−0)        |                 |
| Premier Mandatory (0−0) | WTA 1000 (2−2)  |
| Premier 5 (0−0)         | WTA 1000 (2−2)  |
| Premier (0−0)           | WTA 500 (1−0)   |
| International (1−0)     | WTA 250 (3−0)   |

| Títols per superfície |
| --------------------- |
| Dura (8−0)            |
| Gespa (0−0)           |
| Terra batuda (2−3)    |

| Resultat   | Núm. | Data                  | Torneig                          | Superfície   | Oponent          | Marcador         |
| ---------- | ---- | --------------------- | -------------------------------- | ------------ | ---------------- | ---------------- |
| Guanyadora | 1.   | 13 d'octubre de 2019  | Linz, Àustria                    | Dura (i)     | Jeļena Ostapenko | 6−3, 1−6, 6−2    |
| Guanyadora | 2.   | 22 de maig de 2021    | Parma, Itàlia                    | Terra batuda | Wang Qiang       | 6−1, 6−3         |
| Finalista  | 1.   | 4 de juny de 2022     | Roland Garros, França            | Terra batuda | Iga Świątek      | 1−6, 3−6         |
| Guanyadora | 3.   | 8 de gener de 2023    | Auckland, Nova Zelanda           | Dura         | Rebeka Masarova  | 6−1, 6−1         |
| Guanyadora | 4.   | 6 d'agost de 2023     | Washington DC, Estats Units      | Dura         | Maria Sakkari    | 6−2, 6−3         |
| Guanyadora | 5.   | 20 d'agost de 2023    | Cincinnati, Estats Units         | Dura         | Karolína Muchová | 6−3, 6−4         |
| Guanyadora | 6.   | 9 de setembre de 2023 | US Open, Estats Units            | Dura         | Arina Sabalenka  | 2−6, 6−3, 6−2    |
| Guanyadora | 7.   | 7 de gener de 2024    | Auckland (2)                     | Dura         | Elina Svitòlina  | 6−7(4), 6−3, 6−3 |
| Guanyadora | 8.   | 6 d'octubre de 2024   | Pequín, Xina                     | Dura         | Karolína Muchová | 6−1, 6−3         |
| Guanyadora | 9.   | 9 de novembre de 2024 | WTA Finals, Riad, Aràbia Saudita | Dura (i)     | Zheng Qinwen     | 3−6, 6−4, 7−6(2) |
| Finalista  | 2.   | 3 de maig de 2025     | Madrid, Espanya                  | Terra batuda | Arina Sabalenka  | 3−6, 6−7(3)      |
| Finalista  | 3.   | 17 de maig de 2025    | Roma, Itàlia                     | Terra batuda | Jasmine Paolini  | 4−6, 2−6         |
| Guanyadora | 10.  | 7 de juny de 2025     | Roland Garros                    | Terra batuda | Arina Sabalenka  | 6−7(5), 6−2, 6−4 |

### Dobles femenins: 15 (9−6)
| 2009 − 2020             | Després de 2021 |
| ----------------------- | --------------- |
| Grand Slam (1−2)        |                 |
| WTA Finals (0−0)        |                 |
| Premier Mandatory (0−0) | WTA 1000 (3−3)  |
| Premier 5 (0−0)         | WTA 1000 (3−3)  |
| Premier (0−0)           | WTA 500 (2−1)   |
| International (2−0)     | WTA 250 (1−0)   |

| Títols per superfície |
| --------------------- |
| Dura (7−1)            |
| Gespa (0−0)           |
| Terra batuda (2−5)    |

| Resultat   | Núm. | Data                   | Torneig                     | Superfície   | Parella            | Oponents                            | Marcador            |
| ---------- | ---- | ---------------------- | --------------------------- | ------------ | ------------------ | ----------------------------------- | ------------------- |
| Guanyadora | 1.   | 4 d'agost de 2019      | Washington DC, Estats Units | Dura         | Caty McNally       | Maria Sanchez Fanny Stollár         | 6−2, 6−2            |
| Guanyadora | 2.   | 20 d'octubre de 2019   | Luxemburg, Luxemburg        | Dura         | Caty McNally       | Kaitlyn Christian Alexa Guarachi    | 6−2, 6−2            |
| Guanyadora | 3.   | 22 de maig de 2021     | Parma, Itàlia               | Terra batuda | Caty McNally       | Darija Jurak Andreja Klepač         | 6−3, 6−2            |
| Finalista  | 1.   | 11 de setembre de 2021 | US Open, Estats Units       | Dura         | Caty McNally       | Samantha Stosur Zhang Shuai         | 3−6, 6−3, 3−6       |
| Guanyadora | 4.   | 25 de febrer de 2022   | Doha, Qatar                 | Dura         | Jessica Pegula     | V. Kudermétova Elise Mertens        | 3−6, 7−5, [10−5]    |
| Finalista  | 2.   | 24 d'abril de 2022     | Stuttgart, Alemanya         | Terra batuda | Zhang Shuai        | Desirae Krawczyk Demi Schuurs       | 3−6, 4−6            |
| Finalista  | 3.   | 5 de juny de 2022      | Roland Garros, França       | Terra batuda | Jessica Pegula     | Caroline Garcia Kristina Mladenovic | 6−2, 3−6, 2−6       |
| Guanyadora | 5.   | 14 d'agost de 2022     | Toronto, Canadà             | Dura         | Jessica Pegula     | N. Melichar-Martinez Ellen Perez    | 6−4, 6−7(5), [10−5] |
| Guanyadora | 6.   | 16 d'octubre de 2022   | San Diego, Estats Units     | Dura         | Jessica Pegula     | Gabriela Dabrowski Giuliana Olmos   | 1−6, 7−5, [10−4]    |
| Guanyadora | 7.   | 18 de febrer de 2023   | Doha (2)                    | Dura         | Jessica Pegula     | Liudmila Kitxenok Jeļena Ostapenko  | 6−4, 2−6, [10−7]    |
| Finalista  | 4.   | 7 de maig de 2023      | Madrid, Espanya             | Terra batuda | Jessica Pegula     | Viktória Azàrenka B. Haddad Maia    | 1−6, 4−6            |
| Finalista  | 5.   | 21 de maig de 2023     | Roma, Itàlia                | Terra batuda | Jessica Pegula     | Storm Hunter Elise Mertens          | 4−6, 4−6            |
| Finalista  | 6.   | 19 de maig de 2024     | Roma (2)                    | Terra batuda | Erin Routliffe     | Sara Errani Jasmine Paolini         | 3−6, 6−4, [8−10]    |
| Guanyadora | 8.   | 9 de juny de 2024      | Roland Garros               | Terra batuda | Kateřina Siniaková | Sara Errani Jasmine Paolini         | 7−6(5), 6−3         |
| Guanyadora | 9.   | 6 d'agost de 2025      | Montreal (2)                | Dura         | McCartney Kessler  | Taylor Townsend Zhang Shuai         | 6−4, 1−6, [13−11]   |

#### Períodes com a número 1
| Núm. | Predecessora       | Dates                   | Successora         | Setmanes | Acumulat |
| ---- | ------------------ | ----------------------- | ------------------ | -------- | -------- |
| 1.   | Elise Mertens      | 15/08/2022 − 11/09/2022 | Kateřina Siniaková | 4        | 4        |
| 2.   | Kateřina Siniaková | 11/09/2023 − 17/09/2023 | Kateřina Siniaková | 1        | 5        |
| 3.   | Elise Mertens      | 23/10/2023 − 06/11/2023 | Storm Sanders      | 2        | 7        |

### Equips: 1 (1−0)
| Resultat   | Núm. | Data               | Torneig                       | Superfície | Equip                                                                      | Oponents                                                                                 | Marcador |
| ---------- | ---- | ------------------ | ----------------------------- | ---------- | -------------------------------------------------------------------------- | ---------------------------------------------------------------------------------------- | -------- |
| Guanyadora | 1.   | 5 de gener de 2025 | United Cup, Sydney, Austràlia | Dura       | Danielle Collins Taylor Fritz Robert Galloway Desirae Krawczyk Denis Kudla | Maja Chwalińska Hubert Hurkacz Kamil Majchrzak Alicja Rosolska Iga Świątek Jan Zieliński | 2−0      |

## Trajectòria

### Individual
| Open d'Austràlia | A   | A    | 4R   | 2R    | 1R | 4R | SF | 0 / 5   | 12 − 5  |
| Roland Garros | A   | Q2   | 2R   | QF    | F  | QF |    | 0 / 4   | 15 − 4  |
| Wimbledon | A   | 4R   | NC   | 4R    | 3R | 1R |    | 0 / 4   | 8 − 4   |
| US Open | Q1  | 3R   | 1R   | 2R    | QF | G  |    | 1 / 5   | 14 − 4  |
| WTA Finals | A   | A    | NC   | A     | A  | SF |    | 0 / 1   | 2 – 2   |
| Total Victòries−Derrotes | 0−0 | 11−5 | 10−8 | 34−16 |    |    |    | 59 − 32 | 59 − 32 |
| Rànquing a final d'any | 875 | 68   | 48   | 22    |    |    |    |         |         |
| Llegenda: G: Guanyadora; F: Finalista; SF: Semifinalista; QF: Quarts de final; Q: Qualificació; A: Absent; RR: Round Robin; |     |      |      |       |    |    |    |         |         |

### Dobles femenins
| Open d'Austràlia | A    | QF   | QF    | 1R    | SF |  | 0 / 4   | 10 − 4  |
| Roland Garros | 1R   | 3R   | 1R    | F     | SF |  | 0 / 5   | 11 − 5  |
| Wimbledon | A    | NC   | 3R    | A     | 3R |  | 0 / 2   | 4 − 2   |
| US Open | 3R   | 2R   | F     | 1R    | QF |  | 0 / 5   | 11 − 5  |
| WTA Finals | A    | NC   | A     | RR    | RR |  | 0 / 2   | 0 − 6   |
| Total Victòries−Derrotes | 12−3 | 10−7 | 25−16 | 27−14 |    |  | 78 − 41 | 78 − 41 |
| Rànquing a final d'any | 78   | 45   | 21    | 4     |    |  |         |         |
| Llegenda: G: Guanyadora; F: Finalista; SF: Semifinalista; QF: Quarts de final; Q: Qualificació; A: Absent; RR: Round Robin; |      |      |       |       |    |  |         |         |